# Poems and Ballads of Heinrich Heine

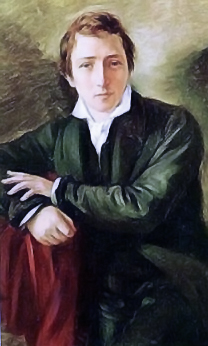
Heinrich Heine

Poems and Ballads of Heinrich Heine – tom tłumaczeń wierszy niemieckiego romantyka Heinricha Heinego dokonanych przez amerykańską poetkę Emmę Lazarus, opublikowany w Nowym Jorku w 1881 nakładem oficyny R. Worthingtona. Stanowi podsumowanie dorobku translatorskiego poetki w zakresie przyswajania liryki Heinego. Lazarus interesowała się osobą i twórczością tego autora od wczesnej młodości, czemu dała wyraz już w swoim debiutanckim tomiku Poems and Translations wydanym w 1867. Tom Poems and Ballads of Heinrich Heine jest obszernym wyborem jego poezji. Dzieli się na sekcje Early Poems, Homeward Bound, Songs of Seraphine i The North Sea. First Cyclus/Second Cyclus. Przekłady Emmy Lazarus były pionierskie w Stanach Zjednoczonych, jeśli chodzi o popularyzację twórczości Heinego. Zostały one wznowione w 1948, jako pierwsze po II wojnie światowej. Przekłady Lazarus spotkały się z uznaniem. Były wręcz uważane za najlepsze w tamtym czasie anglojęzyczne wersje jego liryki. Lazarus tłumaczyła wiersze Heinego miarą oryginału. 
Ich bin’s gewohnt, den Kopf recht hoch zu tragen,
Mein Sinn ist auch ein bißchen starr und zähe;
Wenn selbst der König mir ins Antlitz sähe,
Ich würde nicht die Augen niederschlagen.
(An meine Mutter B. Heine, I)
I have been wont to bear my forehead high —
My stubborn temper yields with no good grace.
The king himself might look me in the face,
And yet I would not downward cast mine eye.
(Sonnets to My Mother, B. HEINE, née von Geldern).